# Roger Myerson
Roger Bruce Myerson (Boston, 29 maart 1951) is een Amerikaans econoom. In 2007 won hij samen met Leonid Hurwicz en Eric Maskin de prijs van de Zweedse Rijksbank voor economie voor het leggen van de fundatie van de mechanisme design theorie. Hij heeft bijdragen geleverd als een econoom, toegepast wiskundige en politiek wetenschapper.

## Biografie
Roger Myerson werd geboren in een Joodse familie. Hij studeerde aan de Harvard-universiteit, waar hij cum laude zijn Bachelor of Arts haalde. In 1973 haalde hij er zijn Master in toegepaste wiskunde. In 1976 voltooide hij zijn Ph.D., eveneens in toegepaste wiskunde. Zijn proefschrift was A Theory of Cooperative Games.
Van 1976 tot 2001 was Myerson professor economie aan de Northwestern-universiteit’s Kellogg School of Management. Hier deed hij veel van het werk dat hem later de Prijs van de Zweedse Rijksbank zou opleveren. Van 1978 tot 1979 was hij gastonderzoeker aan de Bielefeld-universiteit. In 1985 – 1986 en 2000 – 2001 was hij gastprofessor economie aan de Universiteit van Chicago. In 2001 werd hij hier vaste professor economie.

## Publicaties
Speltheorie en mechanisme design
- "Graphs and Cooperation in Games," Mathematics of Operations Research 2 (1977), 225–229.
- "Two-Person Bargaining Problems and Comparable Utility," Econometrica 45 (1977), 1631–1637.
- "Refinements of the Nash Equilibrium Concept," International Journal of Game Theory 7 (1978), 73–80.
- "Incentive Compatibility and the Bargaining Problem," Econometrica 47 (1979), 61–73.
- "Optimal Auction Design," Mathematics of Operations Research 6 (1981), 58–73.
- "Mechanism Design by an Informed Principal," Econometrica 51 (1983), 1767–1797.
- "Two-Person Bargaining Problems with Incomplete Information," Econometrica 52 (1984), 461–487.
- "Bayesian Equilibrium and Incentive Compatibility," in Social Goals and Social Organization, redactie door L. Hurwicz, D. Schmeidler, en Hugo Sonnenschein, Cambridge University Press (1985), 229–259.

Hij schreef in 1991 een algemeen tekstboek over de speltheorie. Ook heeft hij geschreven over de geschiedenis van de speltheorie, waaronder de oorsprong en de significantie van de non-coöperatieve speltheorie.
Andere papers van Myerson zijn:
- "Analysis of Democratic Institutions: Structure, Conduct, and Performance," Journal of Economic Perspectives 9:1 (1995), 77–89.
- "Economic Analysis of Political Institutions: An Introduction," Advances in Economic Theory and Econometrics: Theory and Applications, volume 1, edited by D. Kreps and K. Wallis (Cambridge University Press, 1997), pages 46–65.
- "Theoretical Comparisons of Electoral Systems," European Economic Review 43 (1999), 671–697.